# Варгас, Матиас Эсекиэль
Мартин Матиас Эсекиэль Варгас (исп. Martín Matías Ezequiel Vargas; родился 8 мая 1997 года, Сальта, Аргентина) — аргентинский футболист, атакующий полузащитник китайского клуба «Шанхай Порт». Выступал за сборную Аргентины.
Отец Матиаса, Франсиско также в прошлом профессиональный футболист.

## Клубная карьера
Варгас — воспитанник клуба «Велес Сарсфилд». 22 августа 2015 года в матче против «Колона» он дебютировал в аргентинской Примере. 13 ноября 2016 года в поединке против «Дефенса и Хустисия» Матиас забил свой первый гол за «Велес Сарсфилд».

## Международная карьера
8 сентября 2018 года в товарищеском матче против сборной Гватемалы Варгас дебютировал за сборную Аргентины, заменив во втором тайме Кристиана Павона.